# Allen Stack
Pour les articles homonymes, voir Stack.
Allen McIntyre Stack, né le 23 janvier 1928 à New Haven et mort le 12 septembre 1999 à Honolulu, est un nageur américain.

## Carrière
Allen Stack remporte la médaille d'or sur 100 mètres dos aux Jeux olympiques d'été de 1948 à Londres. Aux Jeux olympiques d'été de 1952 à Helsinki, il se classe quatrième de cette même épreuve. Il est inscrit à l'International Swimming Hall of Fame en 1979.